# Tabaristan

Karte von Tabaristan

Die alte iranische Region Tabaristan (heutige Provinzen Mazandaran und Golestan) erstreckte sich entlang der Südost- und Südküste des Kaspischen Meeres nördlich der heutigen Hauptstadt Teheran und hatte eine Ausdehnung von etwa 500 km × 70 km.

## Geschichte

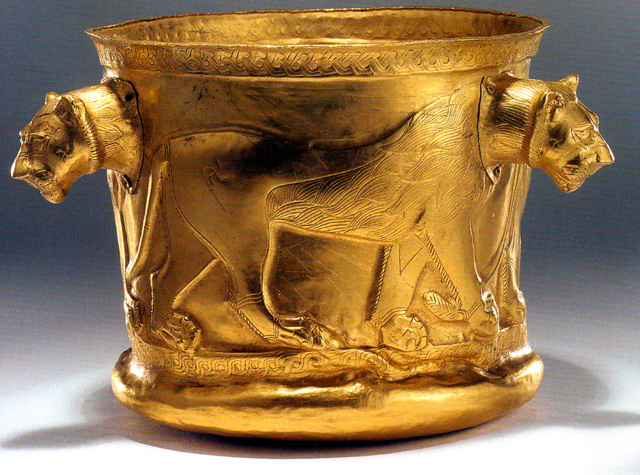
Achämenidischer Goldbecher aus Kelārdascht in Mazandaran

In Tabaristan konnten sich immer wieder örtliche Dynastien in gewisser Unabhängigkeit von den umliegenden Staaten etablieren.

### Altertum und Mittelalter
Dieses Gebiet gehörte lange Zeit zu Medien und war durch einen Freundschaftsvertrag mit Kyros II. dem Reich der Achämeniden verbunden. Danach war Tabaristan zumeist mit der westlichen Nachbarprovinz Gilan verbunden.
Im frühen 9. Jahrhundert kam es zu einer Rebellion gegen das Kalifat der Abbasiden. Der Zoroastrier Mazyar konnte kurzfristig die Kontrolle über Tabaristan übernehmen und ließ Muslime verfolgen, bis er im Jahr 839 hingerichtet wurde. Darauf kam das Gebiet unter die Kontrolle der Bawandiden, die als Vasallen der unterschiedlichen nachfolgenden Dynastien herrschten, darunter Seldschuken, Choresm-Schahs und Mongolen. Etwa von 930 bis 1090 herrschte in Tabaristan die Dynastie der Ziyariden.

### Neuzeit
Schah Abbas I. verleibte 1596 Mazandaran seinem safawidischen Reich ein und bewog zahlreiche Armenier, Tscherkessen, Georgier, Kurden und kadscharische Türken zur Ansiedlung in diesem Gebiet. Der italienische Forschungsreisende Pietro della Valle besuchte 1618 eine Stadt in der Nähe von Firūzkuh. Er vermerkte, dass die Frauen in Mazandaran niemals einen Schleier trugen und sich nicht scheuten, Ausländer anzusprechen. Er beschrieb zudem die Anwesenheit zahlreicher Tscherkessen und Georgier in der Gegend, deren überwiegende Mehrheit dem Christentum angehörte, und fügte hinzu, er habe noch nie einen so höflichen Umgang wie bei den Mazandaranern erlebt.
1723–1736 waren Gilan und Tabaristan russisch, 1921 wurde die Iranische Sowjetrepublik in Gilan und Tabaristan eingerichtet.